# Día Internacional de la Educación
El Día Internacional de la Educación es una jornada conmemorativa que se celebra anualmente el 24 de enero desde 2019, establecida por Asamblea General de las Naciones Unidas y UNESCO el 3 de diciembre de 2018.

## Proclamación
El Día Internacional de la Educación fue proclamado por la Asamblea General de las Naciones Unidas el 3 de diciembre de 2018, mediante la resolución 73/25. Nigeria y otros 58 Estados miembros redactaron esta resolución para subrayar la importancia de la educación en el desarrollo sostenible y la paz.

## Celebración
El 24 de enero fue seleccionado para resaltar la educación como derecho humano, bien público y responsabilidad colectiva, es coordinado por la UNESCO, organismo especializado de la ONU en educación. Este día destaca la educación como herramienta clave frente a desafíos globales como el cambio climático, la desigualdad y los conflictos, y subraya su papel en la erradicación de la pobreza, el crecimiento económico, la igualdad de género, la promoción de la paz, el estado de derecho y el respeto de los derechos humanos. Además, resalta su importancia en el logro de los Objetivos de Desarrollo Sostenible, enfatizando su rol esencial para el desarrollo sostenible en sus dimensiones económica, social y ambiental. 

## Temas
- 2019: Día Internacional de la Educación [4]
- 2020: El aprendizaje para los pueblos, el planeta, la prosperidad y la paz [5]
- 2021: Recuperar y revitalizar la educación para la generación COVID-19 [6]
- 2022: Cambiar el rumbo, transformar la educación [7]
- 2023: Invertir en las personas, priorizar la educación [8]
- 2024: Aprender para una paz duradera [9]